# South African Open 1985
Il South African Open 1985 è stato un torneo di tennis giocato cemento indoor. È stata la 9ª edizione del torneo che fa parte del Nabisco Grand Prix 1985. Il torneo si è giocato a Johannesburg in Sudafrica dal 7 al 13 ottobre 1985.

## Campioni

### Singolare maschile
Matt Anger ha battuto in finale  Brad Gilbert con il punteggio di 6–4, 3–6, 6–3, 6–2

### Doppio maschile
Colin Dowdeswell /  Christo van Rensburg hanno battuto in finale  Amos Mansdorf /  Shahar Perkiss con il punteggio di 3–6, 7–6, 6–4